# 伊万·图里纳
伊万·图里纳（1980年10月3日—2013年5月2日），克罗地亚足球门将。

## 生平
2013年5月2日，伊万·图里纳在瑞典索尔纳市于睡梦中逝世，年仅32岁。